# Lövholmen, Stockholm

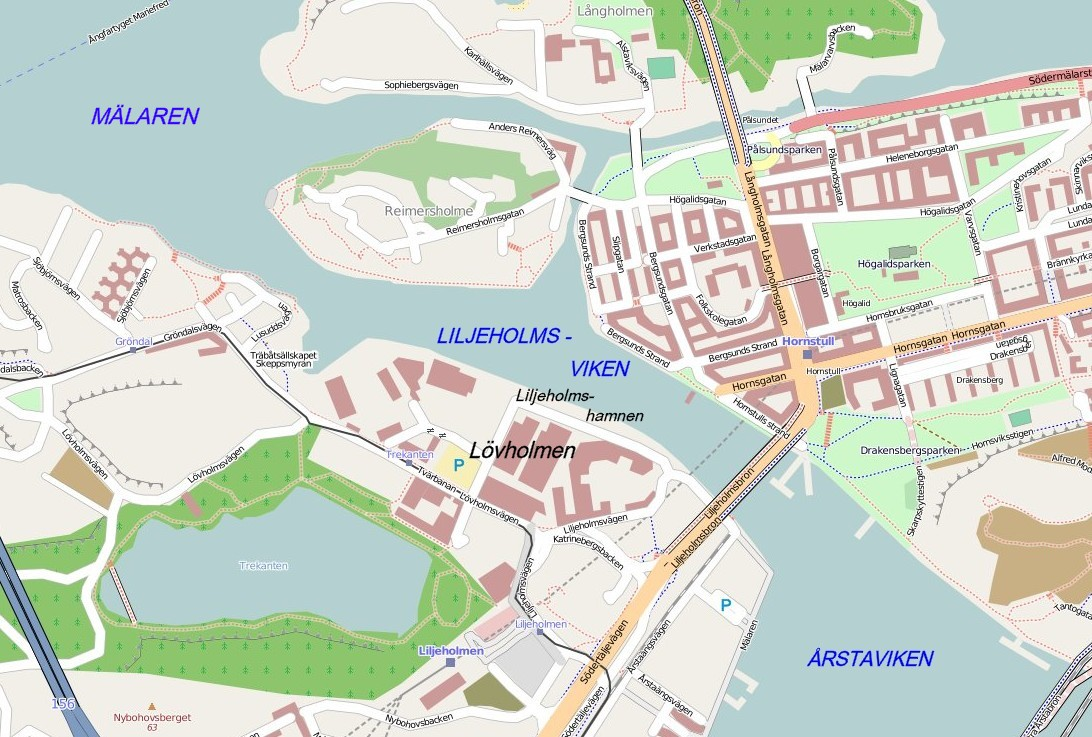
Lövholmens läge i Liljeholmen 2009

Lövholmen är ett område och ett kvartersnamn med flera fastigheter i stadsdelen Liljeholmen, södra Stockholm. Området gränsar i norr mot Liljeholmsviken och i söder mot sjön Trekanten. I öster sträcker sig Lövholmen fram till Södertäljevägen. Genom Lövholmen leder Lövholmsvägen som fick sitt nuvarande namn 1924.
"Lövholmen" är ett stadsutvecklingsprojekt där Stockholms sista centrala industriområde kommer att bebyggas med bostäder enligt ett program från juni 2008. Ett förslaget till ny detaljplan innebär att Lövholmens västra del mot Liljeholmsviken omvandlas från industriområde till en blandad stadsdel med bostäder, skola och förskolor, parker och kontor.

## Äldre historik

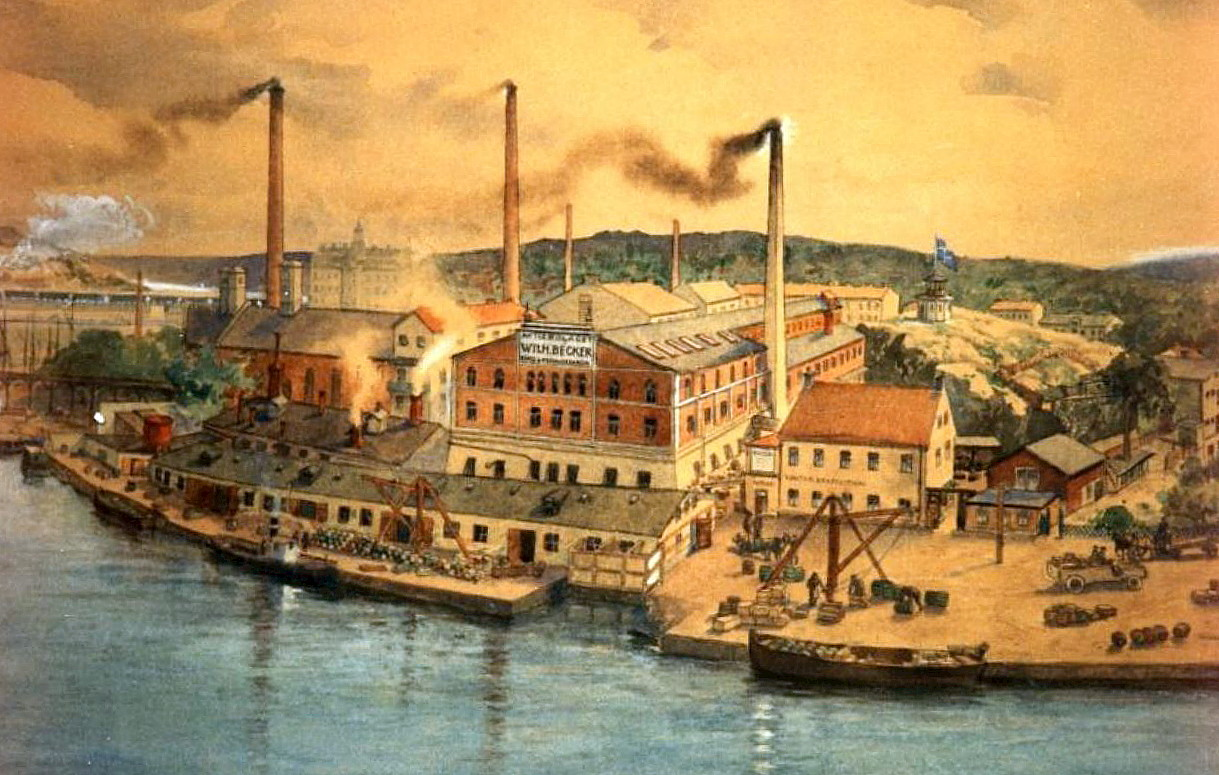
Beckers färgfabrik omkring 1906.

Namnet Lövholmen har sitt ursprung i ett 1600-talstorp kallat Lustigkulla som lydde under Hägerstens gård. Lustigkulla (ursprungligen Spögubbens torp) låg ett par hundra meter sydost om gården Stora Gröndal. På Lustigkulla (Lustikulla 1748) bedrevs förmodligen en krog på 1700-talet, därav det ovanliga namnet. Enligt 1791 års jordebok ändrades namnet på 1790-talet till Löfholmen. Lustigkullavägen påminner fortfarande om det gamla torpet.
Fram till 1860-talet var Lövholmen med omgivning ett i stort sett obebyggt lantligt område i Brännkyrka socken utanför sydvästra Stockholm. Här fanns gårdarna Stora och Lilla Cathrindeberg (se Stora Katrineberg) samt Löfholmen och en väderkvarn på Liljeholmsberget. I trakten låg många sommarnöjen, mindre villor där välbärgade Stockholmare tillbringade sina somrar. Några av dem startade Lövholmens teatersällskap och kallade sig "det lövholmska folket".
Efter att järnvägen drogs förbi Liljeholmen 1860 med en egen järnvägsstation, etablerade sig många industrier längs Liljeholmsvikens södra sida. Läget var gynnsamt med tillgång till Liljeholmshamnen mot Mälaren och ett järnvägsspår med direktkontakt till västra stambanan samt förhållandevis låga markpriser beläget utanför Stockholms gräns. Området ingick i Liljeholmens municipalsamhälle, som inkorporerades i Stockholms stad 1913.
Under 1900-talets början fanns i och runt Lövholmen en mängd industrier, förutom färgtillverkaren AB Wilh. Becker, De Förenade Kolsyrefabrikernas AB och A.W. Friestedts fabriksaktiebolag, bland annat Liljeholmens stubinfabrik (från 1914 Liljeholmens Kabelfabrik), Stockholms Galvaniseringsfabrik AB, AB Gustaf Ericssons Automobilfabrik, Löfholmsvarvet samt en telefonfabrik, verkstäder, väveri och några brädgårdar. Lövholmen kom senare under 1900-talet att främst i den östra delen gradvis avvecklas som industriområde och ersättas av kontor och bostäder. Stora Katrinebergs gård är numera helt kringbyggd av modern bebyggelse. Sedan år 2000 går Tvärbanan genom Lövholmen med hållplatsen Trekanten.

## Nutid och framtid
Idag domineras bebyggelsen av bland annat Wilhelm Beckers gamla huvudkontor, Cementas cementdepå och Palmcrantzska fabriken (numera konsthallen Färgfabriken) samt den nedlagda kolsyrefabrikens förfallna byggnader och rostiga destillationstorn. Cementa nyttjar fortfarande (2020) Liljeholmshamnen dit specialbyggda fartyg fraktar cement från Slite och Degerhamn.
År 1981 bedömde Fastighetskontoret, Stadsmuseet och Stadsbyggnadskontoret en del av Liljeholmens industrianläggningar som intressanta för bevarande.
I Stockholms Översiktsplan 1999, ÖP-99, har Lövholmen tillsammans med Liljeholmen och Årstadal utpekats som ett stadsutvecklingsområde. Inom programmet för stadsutveckling från juni 2008 planeras nya bostäder på Lövholmen. Nitrolackfabriken och den forna kolsyrefabriken i kvarteren Lövholmen 12 och 13 kommer att rivas, medan Alcro Beckers kontor, Färgfabriken och Förbandsfabriken kommer att bevaras. Cementas cementdepå i Liljeholmen hade sin verksamhet fortfarande kvar på våren 2015 och var då en av de få kvarvarande strandnära industrierna i Stockholm. År 2014 såldes dock marken för bebyggelse med ungefär 2 000 bostäder. Den numera av Heidelberg cement ägda verksamheten flyttar till Energihamnen i Norra Djurgårdsstaden. Planeringen av bostäder på Lövholmen (1500–2000 lägenheter) påbörjades av Stockholms stad 2004 och befinner sig år 2020 fortfarande i planskedet.

### Bilder

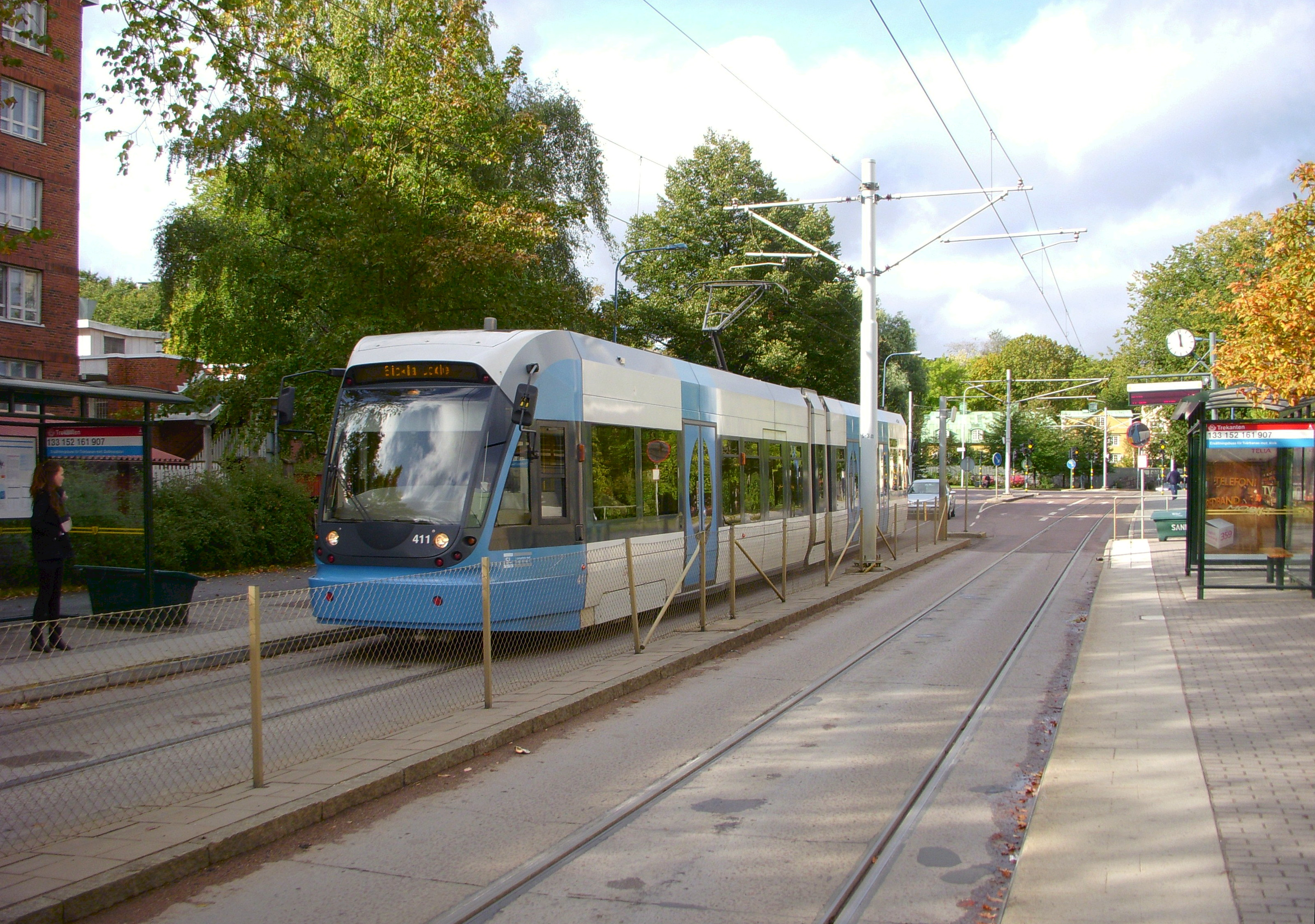
Lövholmsvägen hållplats Trekanten, 2009.
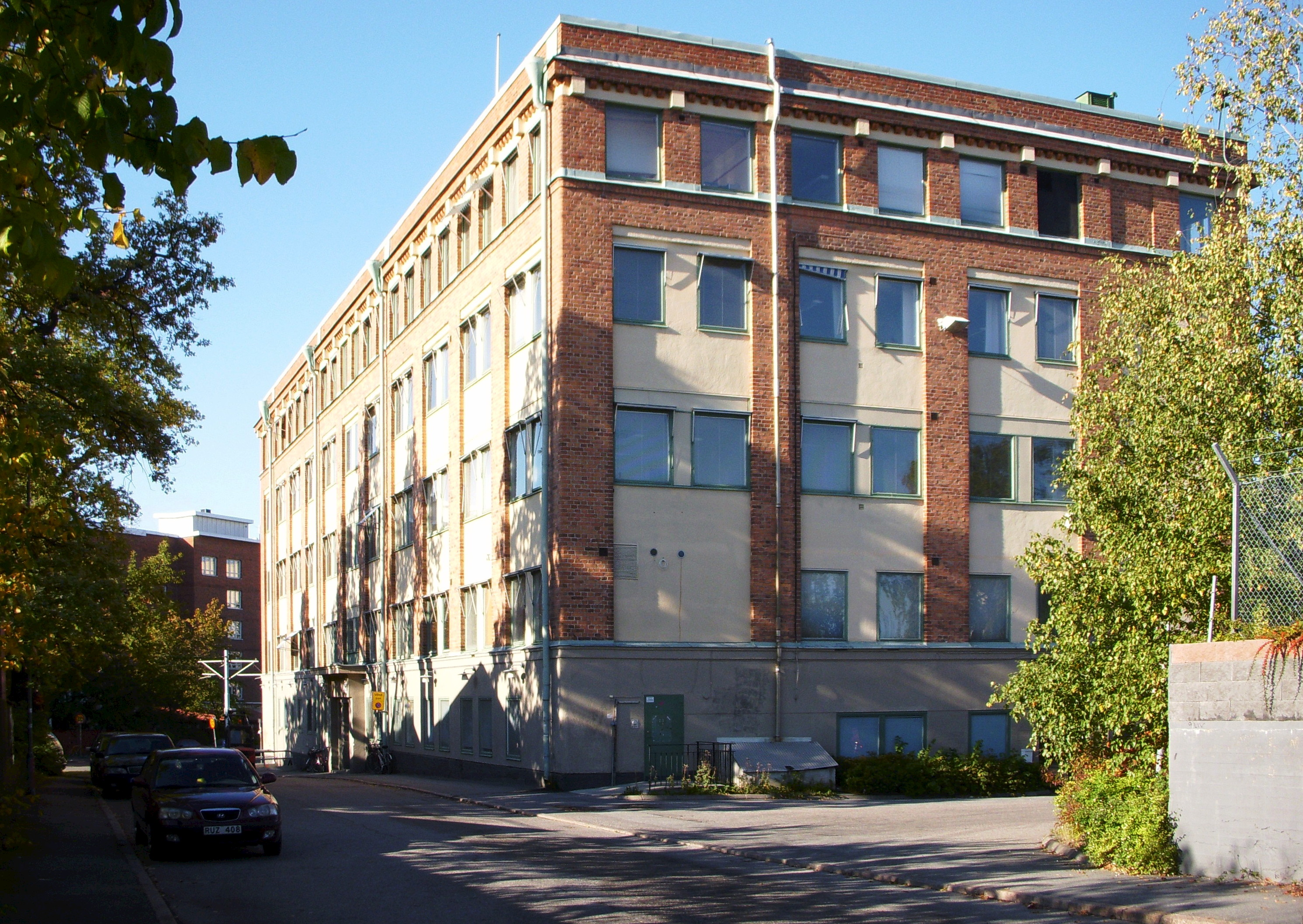
Wilhelm Beckers gamla huvudkontor, 2009.
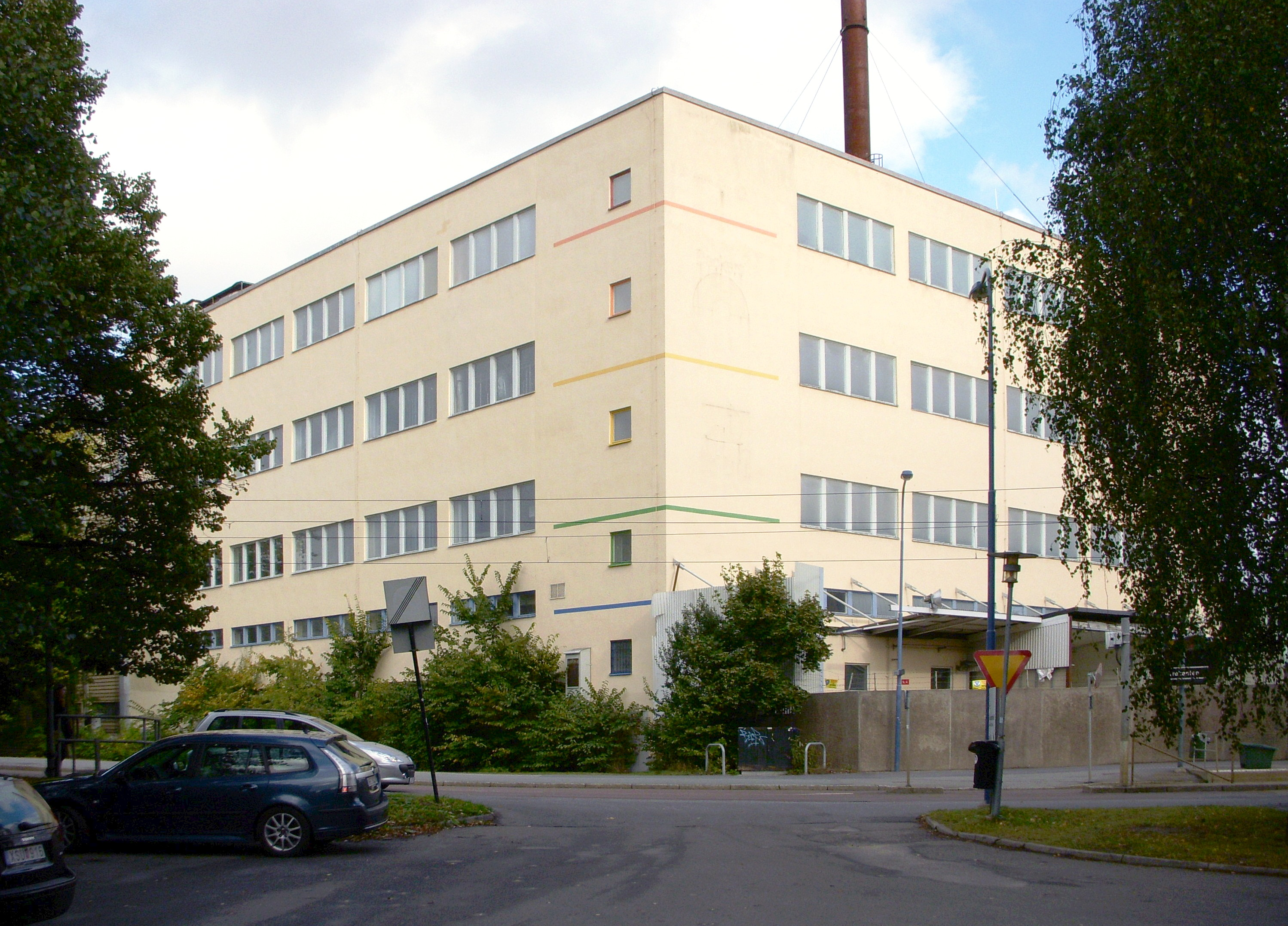
Beckers Nya färgfabriken, 2009 (byggnaden revs 2020).
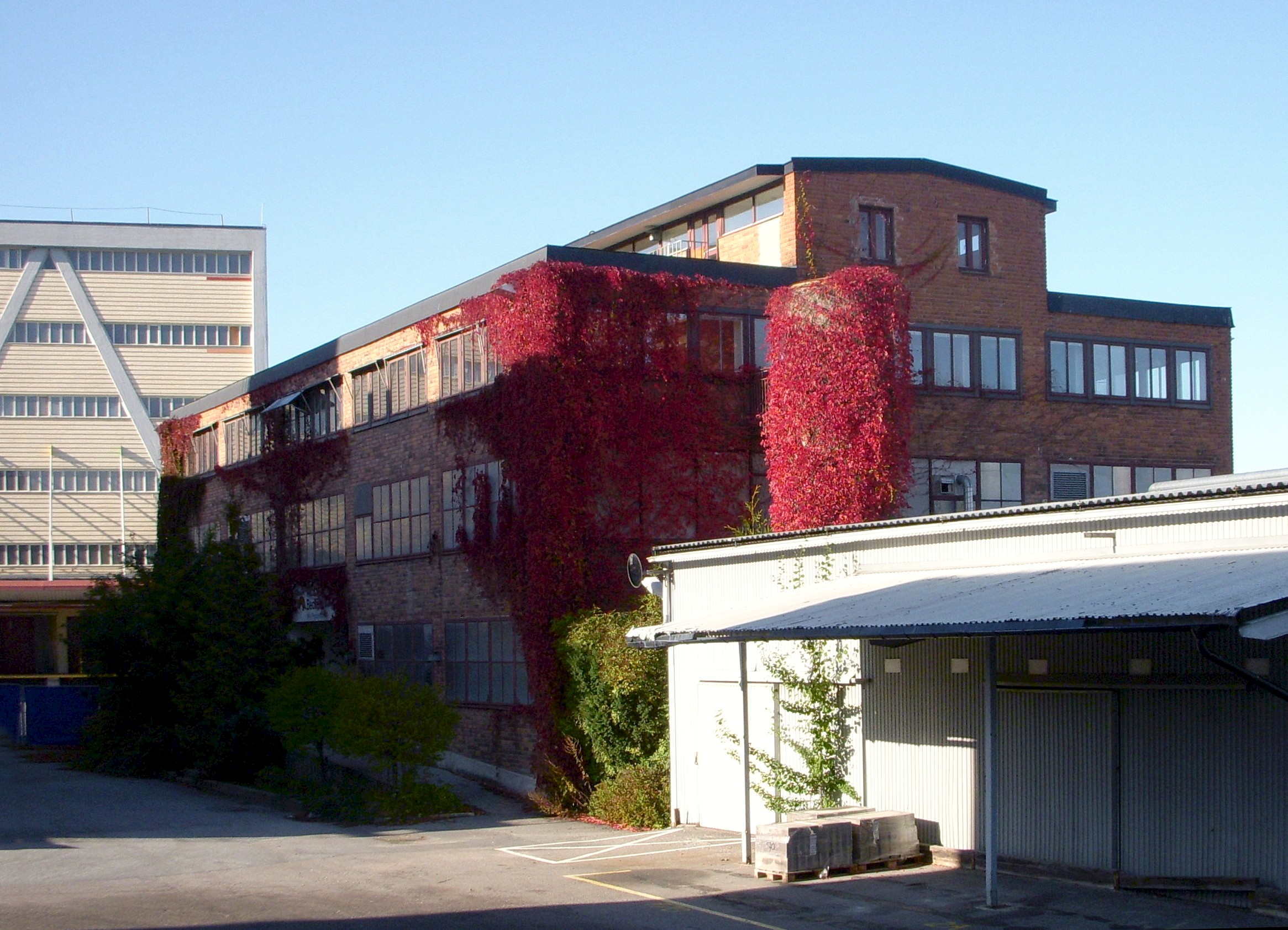
Nitrolackfabriken 2009.
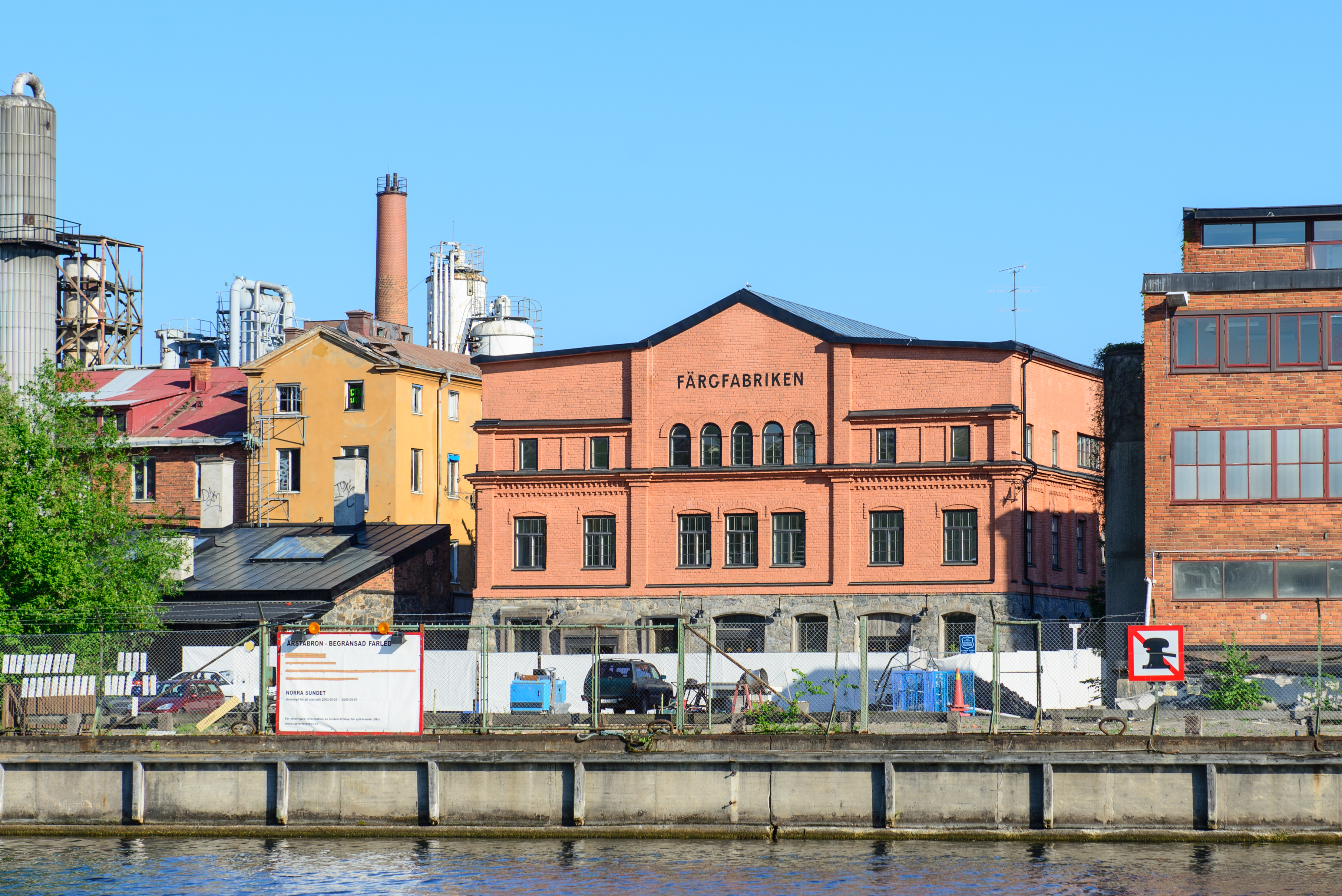
Färgfabriken sedd från Liljeholmsviken.

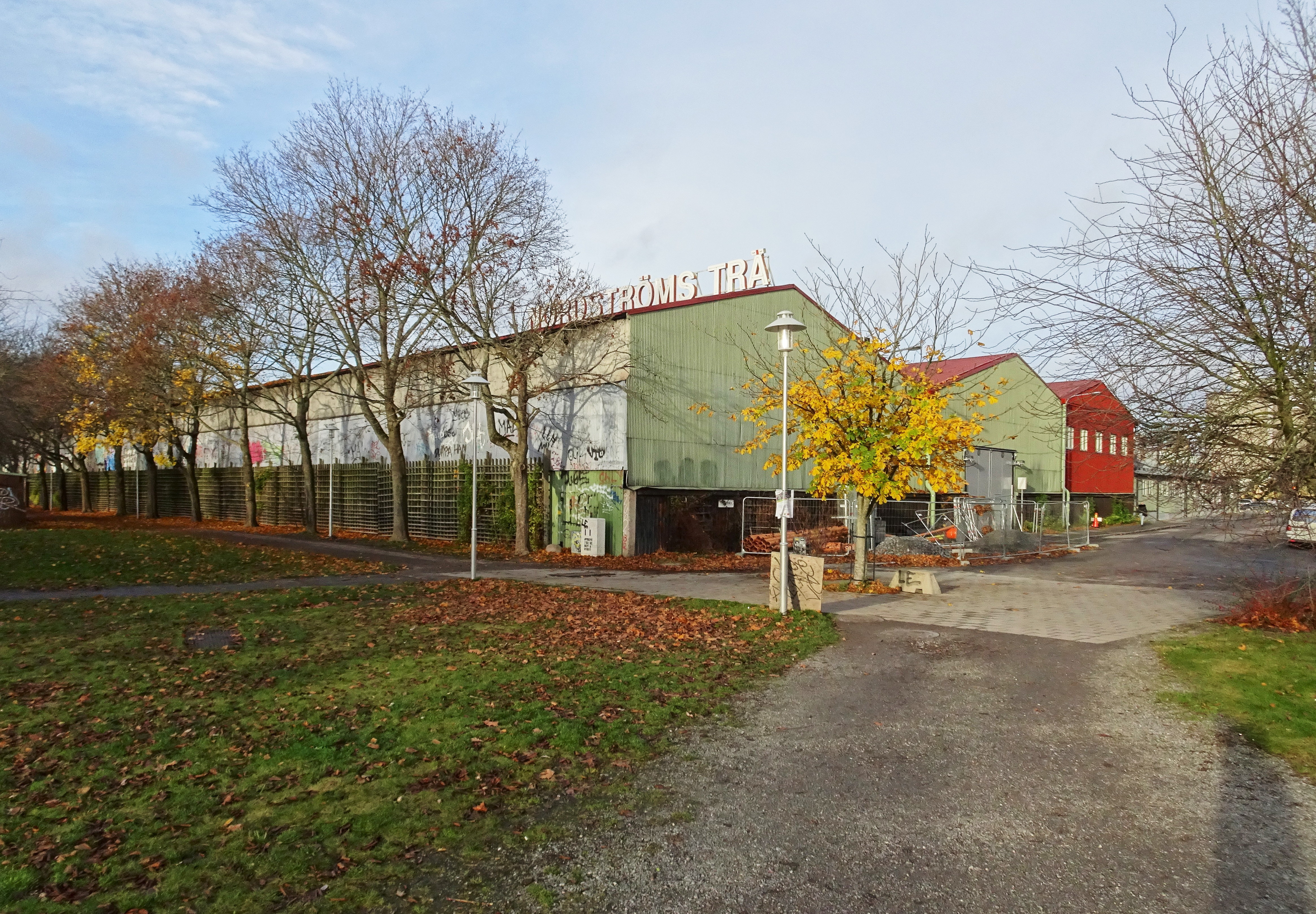
Nordströms trä.
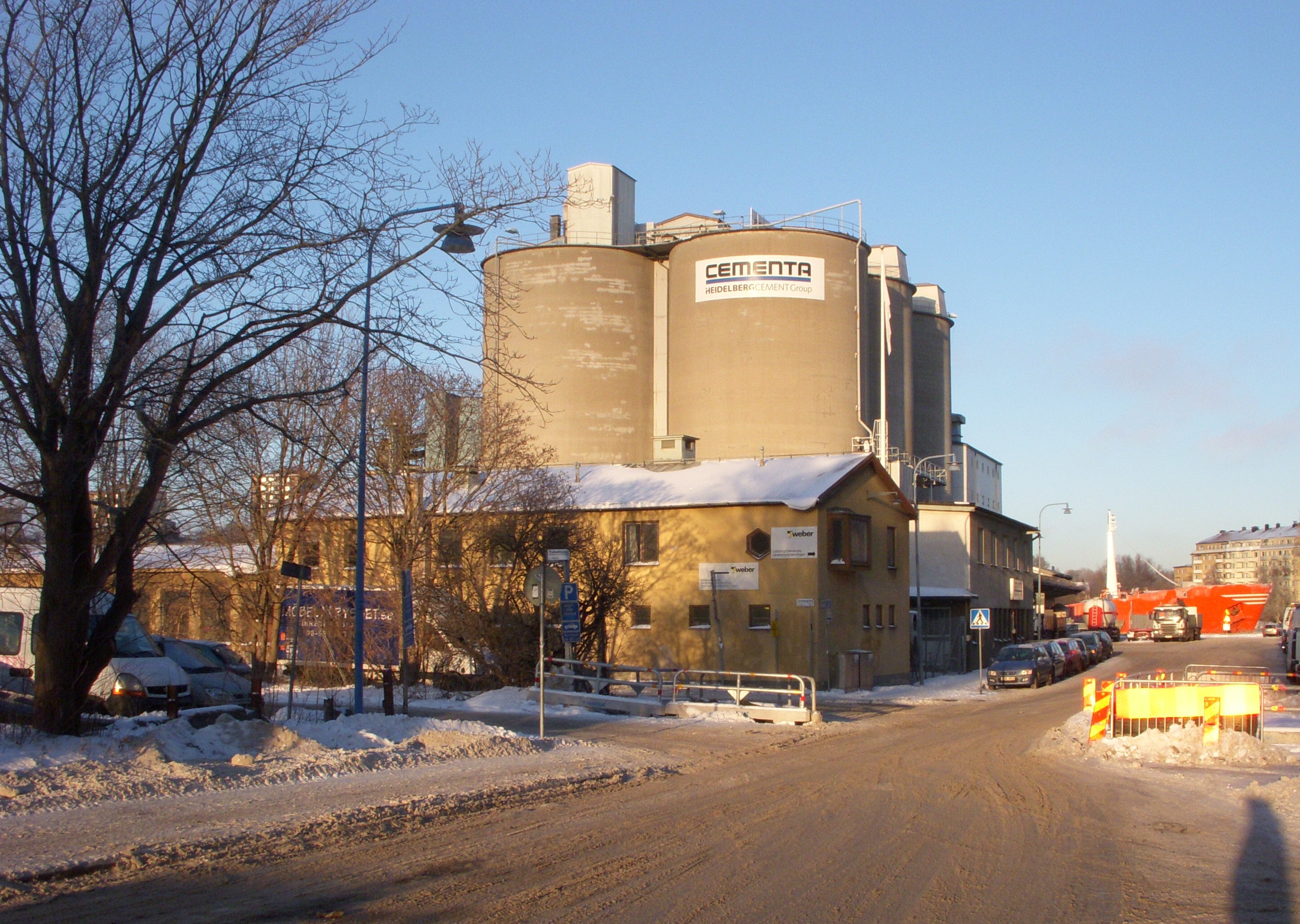
Cementa, Liljeholmen.
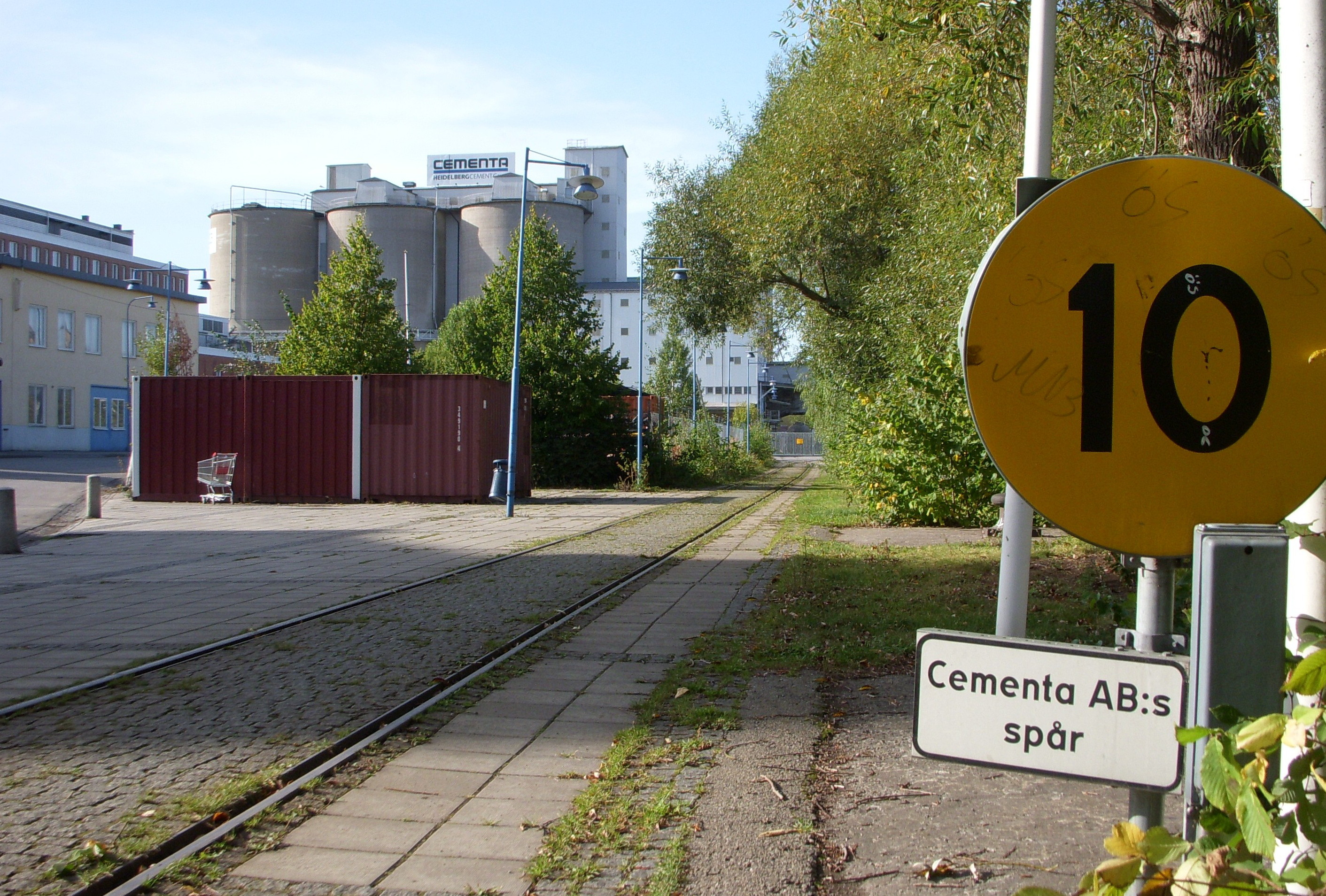
Cementas industrispår.
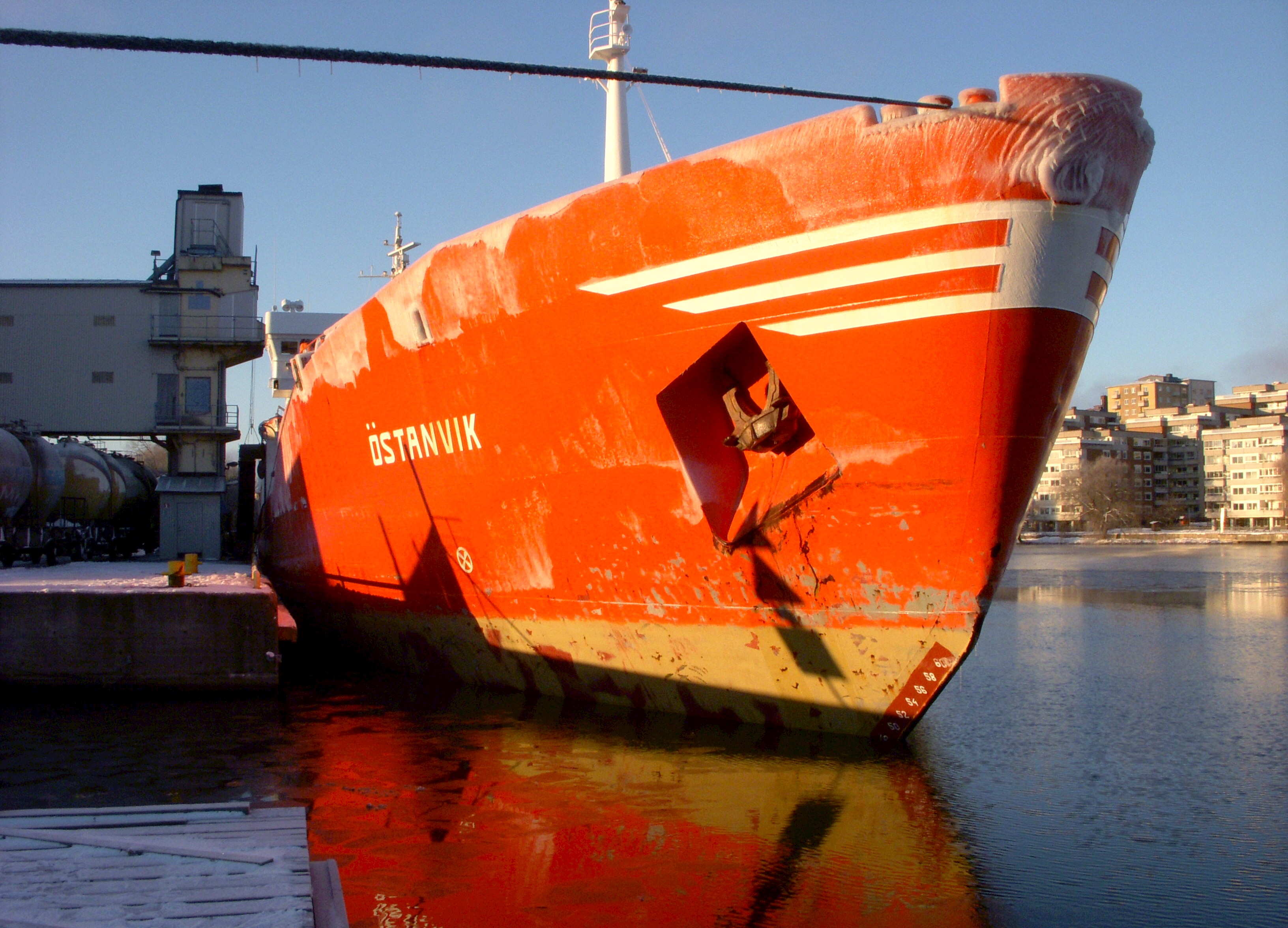
M/S Östanvik i Cementas hamn.
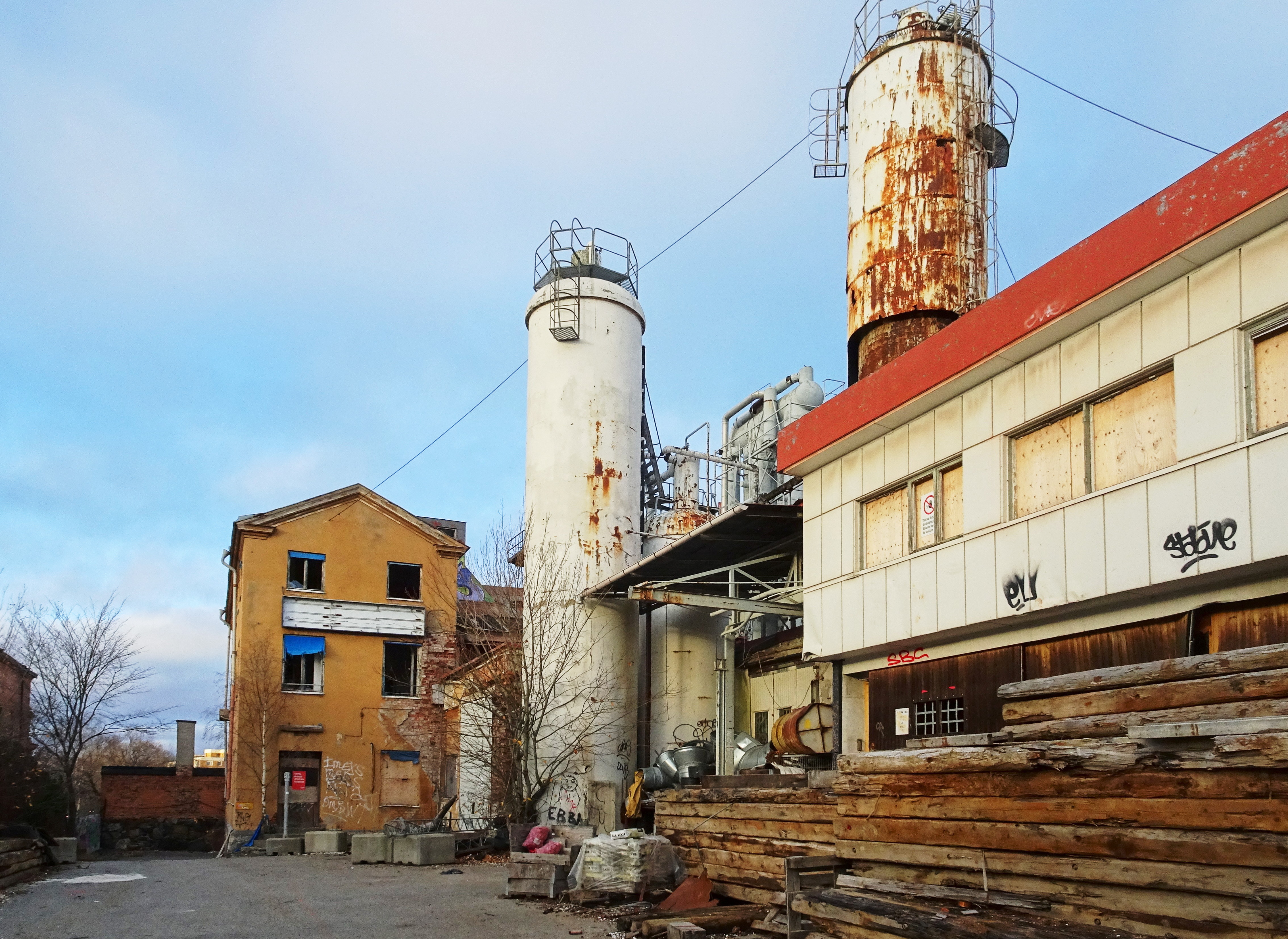
De Förenade Kolsyrefabrikernas AB, 2018 (byggnaden revs efter en brand 2021).

## Kvarteret Lövholmen
Kvarteret Lövholmen begränsas i norr av Liljeholmsviken, i öster av Trekantsvägen, i söder av Lövholmsvägen och Lövholmsgränd. Genom området löper Lövholmsbrinken. Kvarteret består idag av fyra fastigheter: Lövholmen 12, 13, 15 och 16.
Ägarförhållanden:
- Lövholmen 12: Skanska.
- Löfholmen 13: Veidekke.
- Lövholmen 15: Cementa (genom Fastighets AB Lövholmen) samt Järntorget och Besqab.
- Lövholmen 16: Lindéngruppen.